# دانييلا بيدادي
دانييلا بيدادي (بالبرتغالية: Daniela Piedade) مواليد 2 مارس 1979 في ساو باولو، هي لاعبة كرة يد برازيلية. مثلت منتخب البرازيل لكرة اليد للسيدات. شاركت في دورة الألعاب الأولمبية الصيفية سنة 2004. حققت المركز الأول في بطولة العالم لكرة اليد للسيدات 2013.

## سجل المنافسة
شاركت في البطولات التالية:
- الألعاب الأولمبية الصيفية 2012
- الألعاب الأولمبية الصيفية 2016
- بطولة العالم لكرة اليد للسيدات 2011
- بطولة العالم لكرة اليد للسيدات 2013
- بطولة العالم لكرة اليد للسيدات 2015

## الميداليات
| الميدالية | المسابقة                            |
| --------- | ----------------------------------- |
| ذهبية     | بطولة العالم لكرة اليد للسيدات 2013 |
| ذهبية     | دورة الألعاب الأمريكية 2007         |
| ذهبية     | دورة الألعاب الأمريكية 2011         |
| ذهبية     | دورة الألعاب الأمريكية 2015         |

## روابط خارجية
- دانييلا بيدادي على موقع الاتحاد الأوروبي لكرة اليد (الإنجليزية)
- دانييلا بيدادي على موقع أوليمبيديا (الإنجليزية)
- دانييلا بيدادي على موقع اللجنة الأولمبية البرازيلية (البرتغالية)